# Ле-Шефрен
Ле-Шефре́н (фр. Le Chefresne) — колишній муніципалітет у Франції, у регіоні Нормандія, департамент Манш. Населення — 307 осіб (2011).
Муніципалітет був розташований на відстані близько 260 км на захід від Парижа, 65 км на південний захід від Кана, 24 км на південь від Сен-Ло.

## Історія
До 2015 року муніципалітет перебував у складі регіону Нижня Нормандія. Від 1 січня 2016 року належав до нового об'єднаного регіону Нормандія.
1 січня 2016 року Ле-Шефрен і Персі було об'єднано в новий муніципалітет Персі-ан-Норманді.

## Демографія
Динаміка населення (Insee ):
Розподіл населення за віком та статтю (2006):
| Стать | Всього | До 15 років | 15-24 | 25-44 | 45-64 | 65-85 | Понад 85 |
| --- | ------ | ----------- | ----- | ----- | ----- | ----- | -------- |
| Чоловіки | 144    | 8           | 24    | 28    | 60    | 24    | 0        |
| Жінки | 156    | 36          | 16    | 40    | 36    | 24    | 4        |
| \| Статево-вікова піраміда \| Статево-вікова піраміда \| Статево-вікова піраміда \| \| ----------------------- \| ----------------------- \| ----------------------- \| \| Чоловіки \| Вік \| Жінки \| \| 0 \| 85 + \| 4 \| \| 0 \| 80-84 \| 4 \| \| 8 \| 75-79 \| 8 \| \| 8 \| 70-74 \| 4 \| \| 8 \| 65-69 \| 8 \| \| 12 \| 60-64 \| 8 \| \| 4 \| 55-59 \| 8 \| \| 28 \| 50-54 \| 0 \| \| 16 \| 45-49 \| 20 \| \| 4 \| 40-44 \| 12 \| \| 8 \| 35-39 \| 4 \| \| 12 \| 30-34 \| 16 \| \| 4 \| 25-29 \| 8 \| \| 16 \| 20-24 \| 4 \| \| 8 \| 15-20 \| 12 \| \| 4 \| 10-14 \| 12 \| \| 4 \| 5-9 \| 0 \| \| 0 \| 0-4 \| 24 \| |        |             |       |       |       |       |          |
| Статево-вікова піраміда |        |             |       |       |       |       |          |
| Чоловіки | Вік    | Жінки       |       |       |       |       |          |
| 0 | 85 +   | 4           |       |       |       |       |          |
| 0 | 80-84  | 4           |       |       |       |       |          |
| 8 | 75-79  | 8           |       |       |       |       |          |
| 8 | 70-74  | 4           |       |       |       |       |          |
| 8 | 65-69  | 8           |       |       |       |       |          |
| 12 | 60-64  | 8           |       |       |       |       |          |
| 4 | 55-59  | 8           |       |       |       |       |          |
| 28 | 50-54  | 0           |       |       |       |       |          |
| 16 | 45-49  | 20          |       |       |       |       |          |
| 4 | 40-44  | 12          |       |       |       |       |          |
| 8 | 35-39  | 4           |       |       |       |       |          |
| 12 | 30-34  | 16          |       |       |       |       |          |
| 4 | 25-29  | 8           |       |       |       |       |          |
| 16 | 20-24  | 4           |       |       |       |       |          |
| 8 | 15-20  | 12          |       |       |       |       |          |
| 4 | 10-14  | 12          |       |       |       |       |          |
| 4 | 5-9    | 0           |       |       |       |       |          |
| 0 | 0-4    | 24          |       |       |       |       |          |

## Економіка
2010 року серед 191 особи працездатного віку (15—64 років) 148 були активними, 43 — неактивними (показник активності 77,5%, у 1999 році було 72,4%). З 148 активних мешканців працювало 137 осіб (76 чоловіків та 61 жінка), безробітними було 11 (7 чоловіків та 4 жінки). Серед 43 неактивних 12 осіб було учнями чи студентами, 16 — пенсіонерами, 15 були неактивними з інших причин.

У 2010 році в муніципалітеті числилось 124 оподатковані домогосподарства, у яких проживали 301,5 особи, медіана доходів виносила 14 428 євро на одного особоспоживача